# حسين الجزائري التستري
السيد حسين بن رضا بن علي أكبر بن عبد الله بن نور الدين بن نعمة الله الجزائري التستري (ت. 1291 هـ). هو رجل دين وفقيه شيعي ينتهي نسبه إلى المحدث الشيعي المعروف نعمة الله الجزائري، وهو من أهل مدينة تستر (بالفارسية: شوشتر)، وقد ولد ونشأ في تستر، وهاجر إلى النجف، وتتلمذ فيها على مرتضى الأنصاري، وعلي التستري، ومحمد حسن النجفي، وقد ترجم له محسن الأمين العاملي في أعيان الشيعة واصفاً إياه بأنه: ”فقيه كامل من أجلة تلاميذ الشيخ مرتضى الأنصاري“.

## مؤلفاته
من مصنفاته المذكورة في المصادر التي ذكرته وترجمت له:
| - فواكه الأحكام. ذكره آغا بزرگ الطهراني في موسوعته الذريعة إلى تصانيف الشيعة قائلاً عنه: ”فقه مبسوط غير تام، خرج منه أكثر أبوابه في ثمان مجلدات“. | - فواكه الأصول. بحث تام في أصول الفقه يقع في مجلدين. - فوز العباد. رسالة عمليَّة في فقه الطهارة والصلاة. |

### الكتب
- أعيان الشيعة. محسن الأمين، طبع بيروت - لبنان، تاريخ الطبع مفقود، منشورات دار التعارف.
- الذريعة إلى تصانيف الشيعة. آغا بزرگ الطهراني، طبع بيروت - لبنان، تاريخ الطبع مفقود، منشورات دار الأضواء.
- معجم المؤلفين. عمر كحالة، طبع بيروت - لبنان، تاريخ الطبع مفقود، منشورات إحياء التراث العربي.

### إشارات مرجعية
1. 1 2  
الأمين، محسن. أعيان الشيعة - ج6. ص. 18. مؤرشف من الأصل في 2019-12-18.
2. ↑  
كحالة، عمر. معجم المؤلفين - ج4. ص. 8. مؤرشف من الأصل في 2019-12-18.
3. 1 2  
الطهراني، آغا بزرگ. الذريعة إلى تصانيف الشيعة - ج16. ص. 365. مؤرشف من الأصل في 2019-12-18.
4. ↑  
الطهراني، آغا بزرگ. الذريعة إلى تصانيف الشيعة - ج16. ص. 369. مؤرشف من الأصل في 2019-12-18.